# 한국이론물리 및 화학연구회
한국이론물리 및 화학연구회는 사회일반의 이익에 공여하기 위하여 공익법인의 설립운영에 관한 법률의 규정에 따라 이론물리학 및 화학의 발전과 그 응용 및 보급에 기여가호 나아가 과학의 발전에 이바지함.  목적으로 1978년 11월 13일 설립허가된 대한민국 교육과학기술부 소관의 재단법인이다. 사무실은 서울특별시 영등포구 여의도동 20번지(LG트위타워 동관28층 LG 연암문화재단)에 있다.